# 诺贝特·埃德
诺贝特·埃德（德語：Norbert Eder，1955年11月7日—2019年11月2日），德国前男子足球运动员，场上位置是后卫。他曾代表西德国家队参加1986年国际足联世界杯，结果队伍获得亚军。